# Guillermo González Zuleta
Guillermo González Zuleta (Bogotá, 1916 – 1995) fue un ingeniero civil y profesor universitario colombiano. Recibió en tres ocasiones el Premio Nacional de Ingeniería.

## Estudios
Su padre fue el ingeniero Fabio González Tavera, ganador del Premio de Ingeniería Manuel Ponce de León. Su abuelo fue el ingeniero Juan Nepomuceno González Vásquez, que hizo un puente sobre el río Tíber. Fue uno de los fundadores de la Sociedad Colombiana de Ingenieros y fue el fundador del Ferrocarril en Colombia. González Zuleta inició sus estudios en Chile, pues la carrera de ingeniería industrial no la había entonces en Colombia. Cuando se decide por la ingeniería civil, después de dos años de estudios, regresó a Colombia para terminar su carrera. Se graduó en 1940 de Ingeniería Civil en la Universidad Nacional de Colombia. En 1986 recibió el título doctor honoris causa.

## Vida profesional
Participó como ingeniero calculista del Edificio UGI en Bogotá diseñado por el arquitecto tunjano Hernando Vargas Rubiano. También fue ingeniero calculista del estadio Once de Noviembre y del coliseo El Campín, entre muchas otras obras.
Su único cargo público lo ejerció como director de la Oficina de Edificios Nacionales, actual Invías.
Su obra se caracteriza por el diseño de "cáscaras" (cubiertas ligeras) en concreto. Estas estructuras tienen la capacidad de cubrir grandes superficies sin necesidad de apoyos intermedios. Por eso deben ser muy ligeras, para lo cual deben ser muy delgadas. González usa dos principios muy simples de las estructuras para hacer sus cubiertas: Primero aprovecha la cualidad única de los arcos de funcionar exclusivamente a compresión y la flexibilidad del acero (para evitar agrietamientos y permitir flexibilidad en caso de sismos). Por eso, las cubiertas son en concreto armado.
González Zuleta trabajó con el arquitecto Juvenal Moya en la capilla del Gimnasio Moderno experimentando con paraboloides hiperbólicos.
Muchas de sus osadas obras pueden justificarse a que para esa época no existía un código de construcción que restringiera los diseños, convirtiendo al estado del arte en la herramienta más importante en al vanguardia del diseño. Además de ser un ingeniero propositivo, fue uno de los ingenieros que tuvo mayor cercanía y sinergía con arquitectos
Su capacidad para diseñar estructuras de grandes luces lo llevó a participar en la mayoría de los proyectos de estadios e infraestructura deportiva que se hicieron en Colombia en la época, al punto que al final de su vida el mismo se hacía cargo tanto del proyecto arquitectónico como del estructural.

## Obra
Entre sus estructuras merecen mencionarse:
- 1945 - Plaza de mercado de Girardot (Premio Nacional de Arquitectura, arquitecto Leopoldo Rother).
- 1945 - Edificio Nacional de Barranquilla, arquitecto Leopoldo Rother.
- 1947 - Estadio Once de Noviembre o Estadio Mariano Ospina Pérez de béisbol de Cartagena (Premio de Ingeniería, 1947)[1] Cubierta en doble curvatura de 3 cm de espesor y 18 m de voladizo.
- 1948 - Imprenta Universidad Nacional
- 1948 - Estadio General Santander en Cúcuta
- 1951 - Estación de Buses de Bogotá, arquitectos Ortega y Solano
- 1952 - Ampliación tribuna occidental Estadio El Campín de Bogotá
- 1953 - Estadio Atanasio Girardot en Medellín, arquitecto Jorge Gaitán Cortés
- 1953 - Estadio Pascual Guerrero en Cali, arquitecto Jorge Gaitán Cortés
- 1953 - Teatro Centro Urbano Antonio Nariño en Bogotá, arquitectos Rafael Esguerra y otros.
- 1953 - Teatro de la Comedia (rebautizado teatro Arte de la Música y hoy en día Teatro Libre de Bogotá) arquitecto Jorge Gaitán Cortés.
- 1953 - Fábrica de Chicles Clark en Bogotá, arquitectos Francisco Pizano y Álvaro Ortega
- 1954 - Iglesia Virgen de Fátima en Bogotá, arquitecto Juvenal Moya
- 1954 - Fábrica Squibb en Cali, arquitectos Arango y Murtra
- 1955 - Edificio Volkswagen en Bogotá, hoy Colsubsidio 26, arquitecto Bruno Violi
- 1955 - Capilla del Gimnasio Moderno en Bogotá, arquitecto Juvenal Moya
- 1955 - Teleférico de Monserrate
- 1955 - Iglesia barrio Quiroga en Bogotá, arquitecto Felipe Rolnik
- 1955 - Hipódromo de Techo hoy Estadio Metropolitano de Techo Cáscaras circulares en ladrillo hueco de 2 cm y voladizo de 23 metros, en Bogotá.
- 1955 - Mercado Rayo, hoy en día Carulla de la Calle 63 con Carrera 7, arquitectos Francisco Pizano y Roberto Rodríguez
- 1955 - Edificio Volkswagen en Bogotá, arquitecto Bruno Violi, Bóvedas sinusoidales de 5 cm en ladrillo hueco con luces de 16 metros.
- 1955 - Escuela Naval Almirante Padilla en Cartagena, arquitectos Obregón & Valenzuela y Hernando Tapia
- 1956 - Puente Tibito primer postensado en Colombia
- 1956 - Iglesia de Fátima Bóvedas Parabólicas sobre arcos cruzados en Medellín
- 1956 - Estadio Departamental Libertad en Pasto.
- 1956 - Villa Olímpica de Cartagena, arquitectos Obregón & Valenzuela, Germán Samper y otros
- 1957 - Puente Postenzado La Plata de 39 m de luz
- 1957 - Plaza de toros Cañaveralejo en Cali, arquitectos Camacho y Guerrero, Canasto en concreto postensado sin apoyos laterales en Cali.
- 1958 - Estadio de Fútbol en Cartagena, arquitectos Obregón & Valenzuela y Germán Samper
- 1965 - Edificio de Apartamentos Seguros Bolívar, arquitectos Obregón y Valenzuela, (Premio Nacional de Arquitectura), en Cartagena, Bolívar.
- 1967 - Muelle de Manaure (Premio Nacional de Ingeniería, 1967)[1] en Manaure, Guajira.
- 1968 - Coliseo El Pueblo en Cali, arquitectos Schumann y Richardson y Yusti
- 1969 - Monumento a los Lanceros del Pantano de Vargas Escultor Rodrigo Arenas Batancourt en Paipa, Boyacá.
- 1970 - Colaboración en Teatro Calima en Cali.
- 1971 - Velódromo de Cali, arquitectos Schurmann y Richardson y Yusti
- 1971 - Estadio Hernán Ramírez Villegas en Pereira.
- 1971 - Aeropuerto Palmaseca, arquitectos Camacho y Guerrero, Gran luz central en cubierta plegada en Palmira, Valle.
- 1972 - Edificio UGI arquitecto Hernando Vargas Rubiano. Estructura de oficinas con núcleo central deslizado construido de arriba hacia abajo, en Bogotá.
- 1973 - Coliseo cubierto El Campín en Bogotá (Premio Nacional de Ingeniería, 1974), arquitectos Julio Casas y Ramiro Panesso.[1] Arcos metálicos de 97 metros en cajón.
- 1973 - Edificio Banco Ganadero, sede principal en Bogotá, arquitectos Hernando Vargas Rubiano e Hijos
- 1977 - Centro Saturno en Bogotá, arquitectos Hernando Vargas Rubiano e Hijos
- 1983 - Estadio Metropolitano Roberto Meléndez de Barranquilla, no tiene juntas de dilatación.
- 2018 - Diseño Estructural del Movistar Arena.

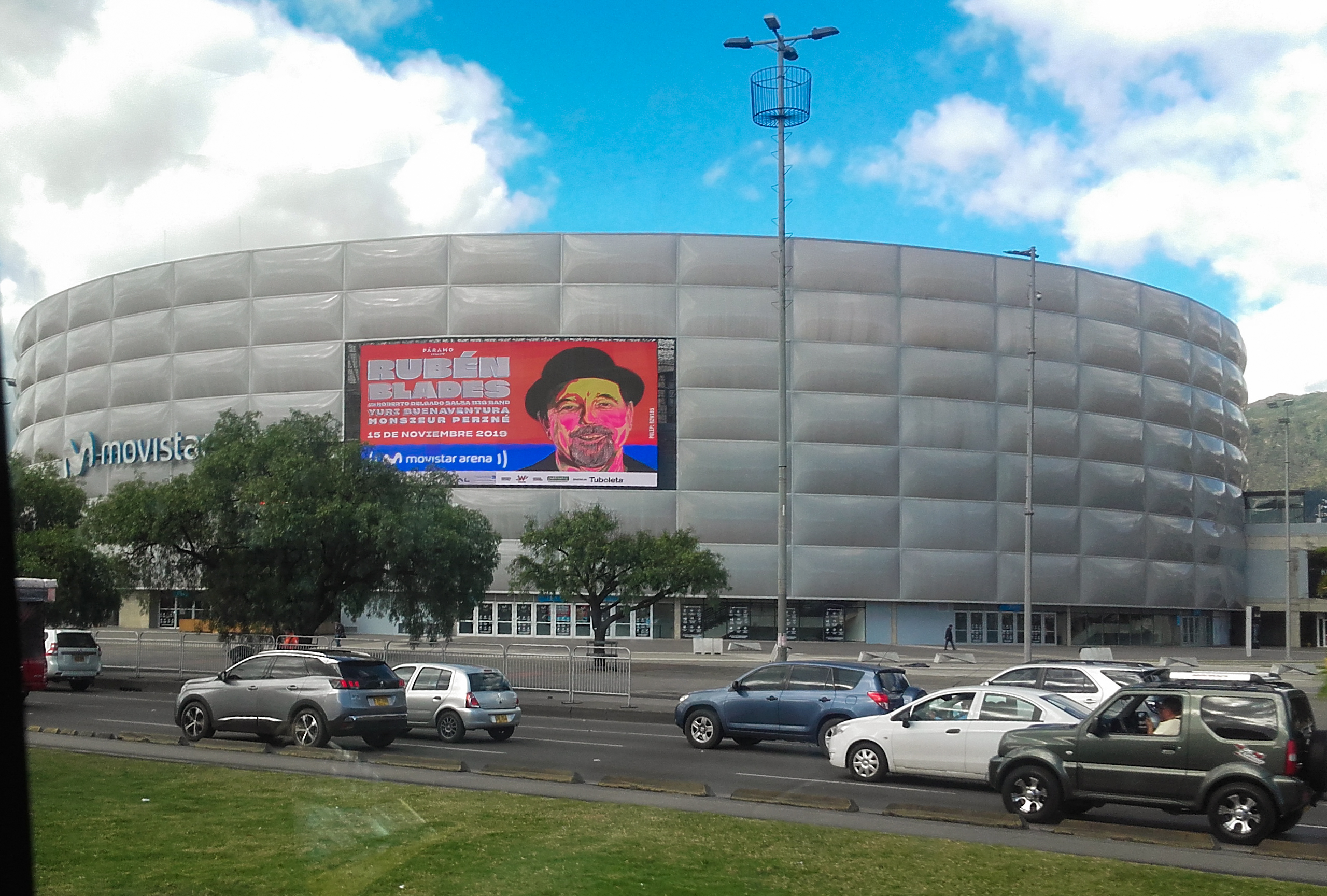
Coliseo El Campín - Movistar Arena de Bogotá (2018).
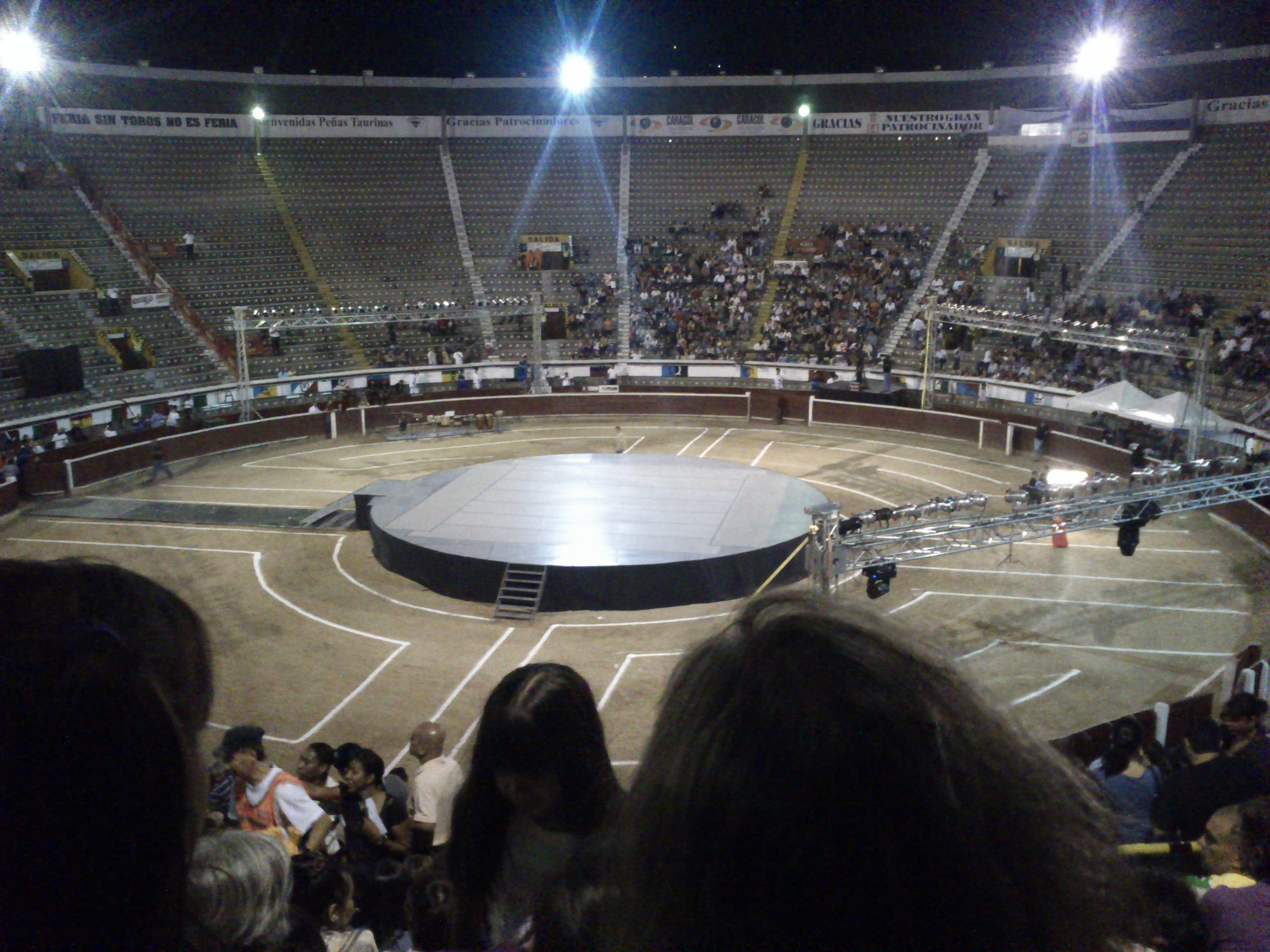
Plaza de toros de Cali.
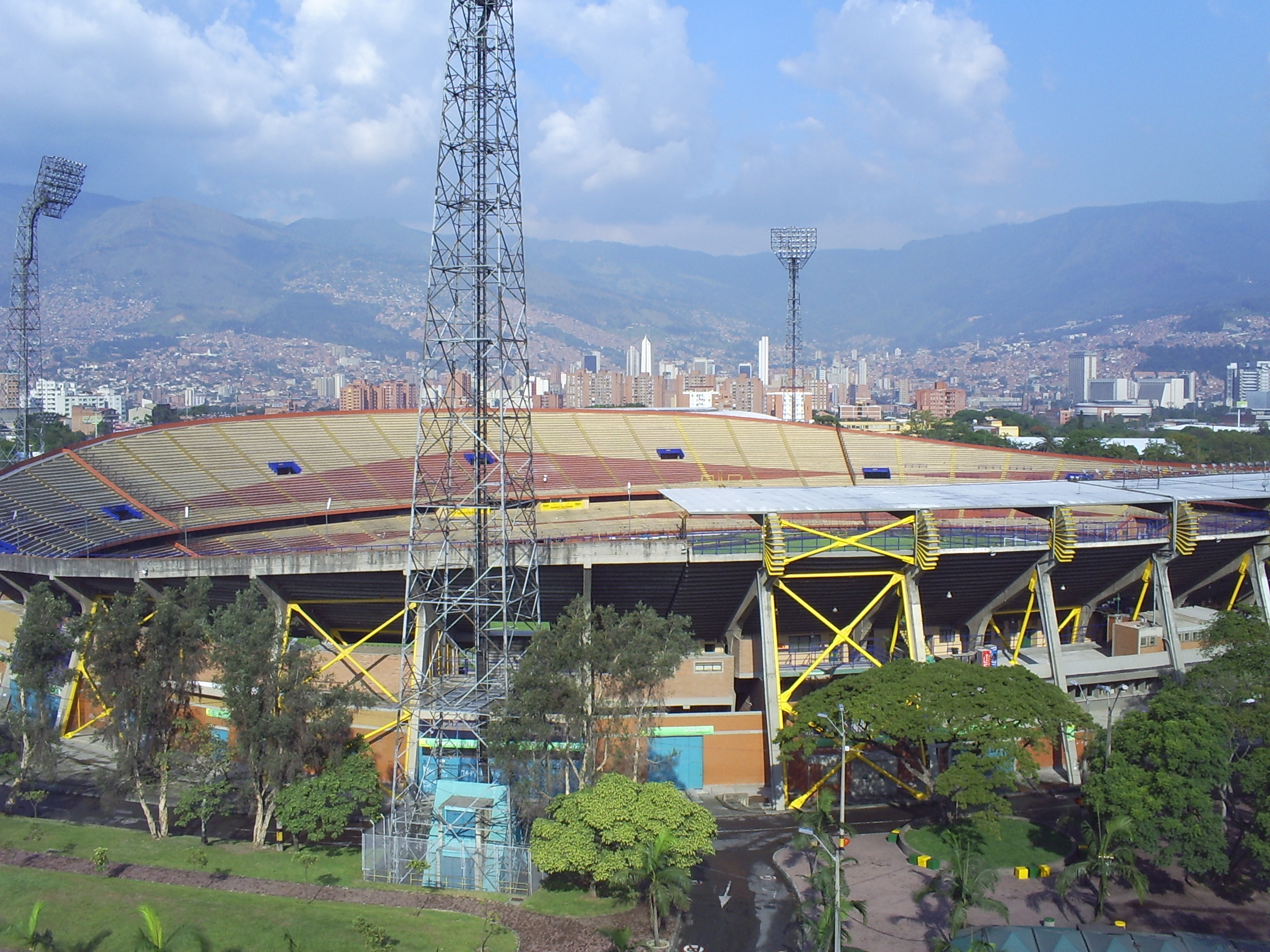
Estadio Atanasio Girardot de Medellín.
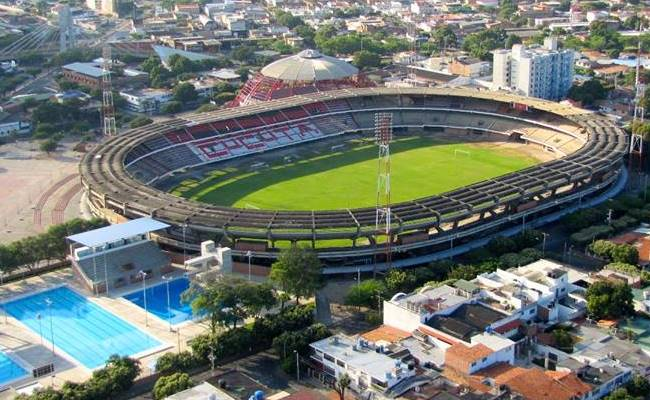
Estadio General Santander de Cúcuta.
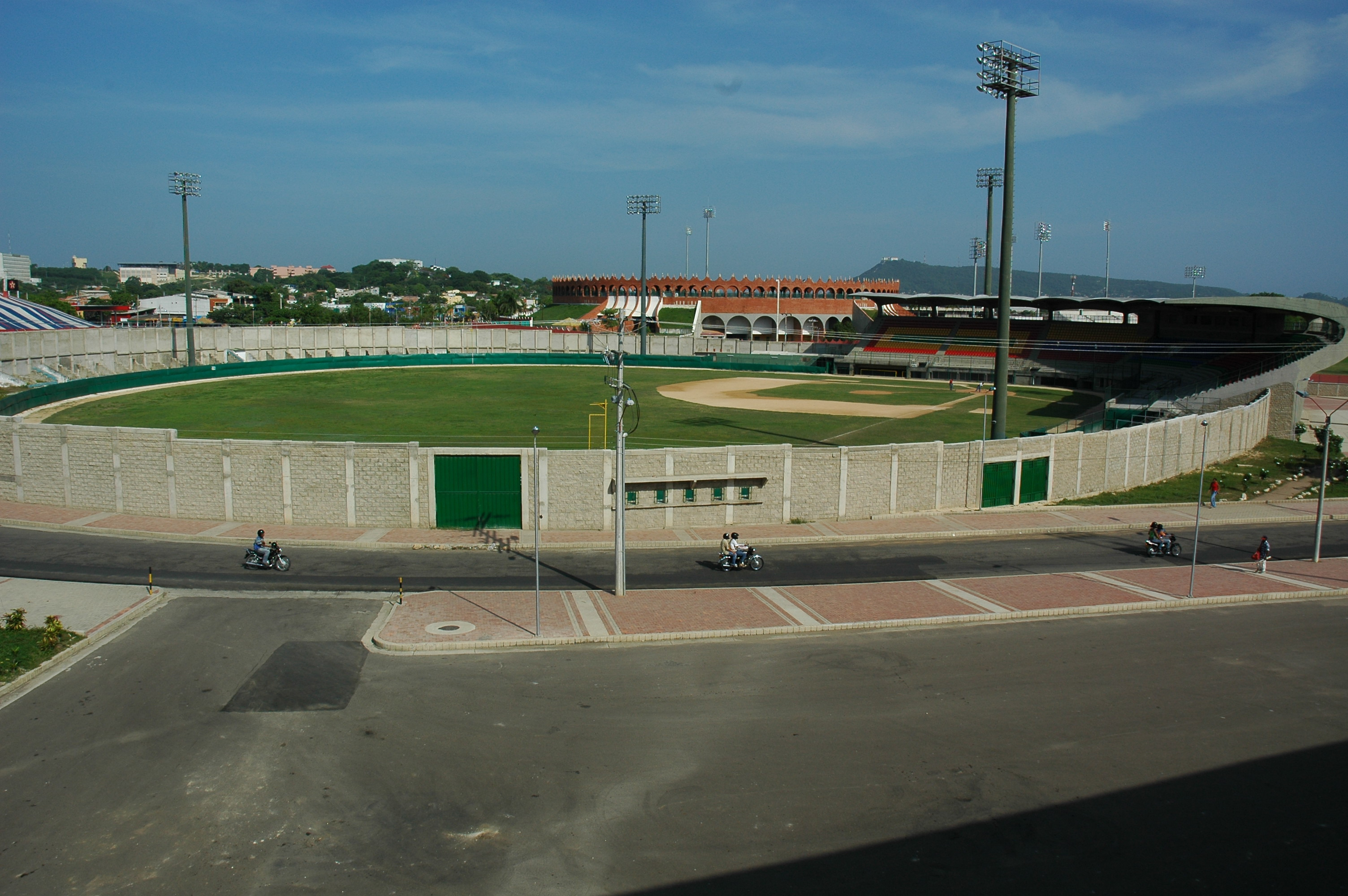
Estadio Once de Noviembre, Cartagena.
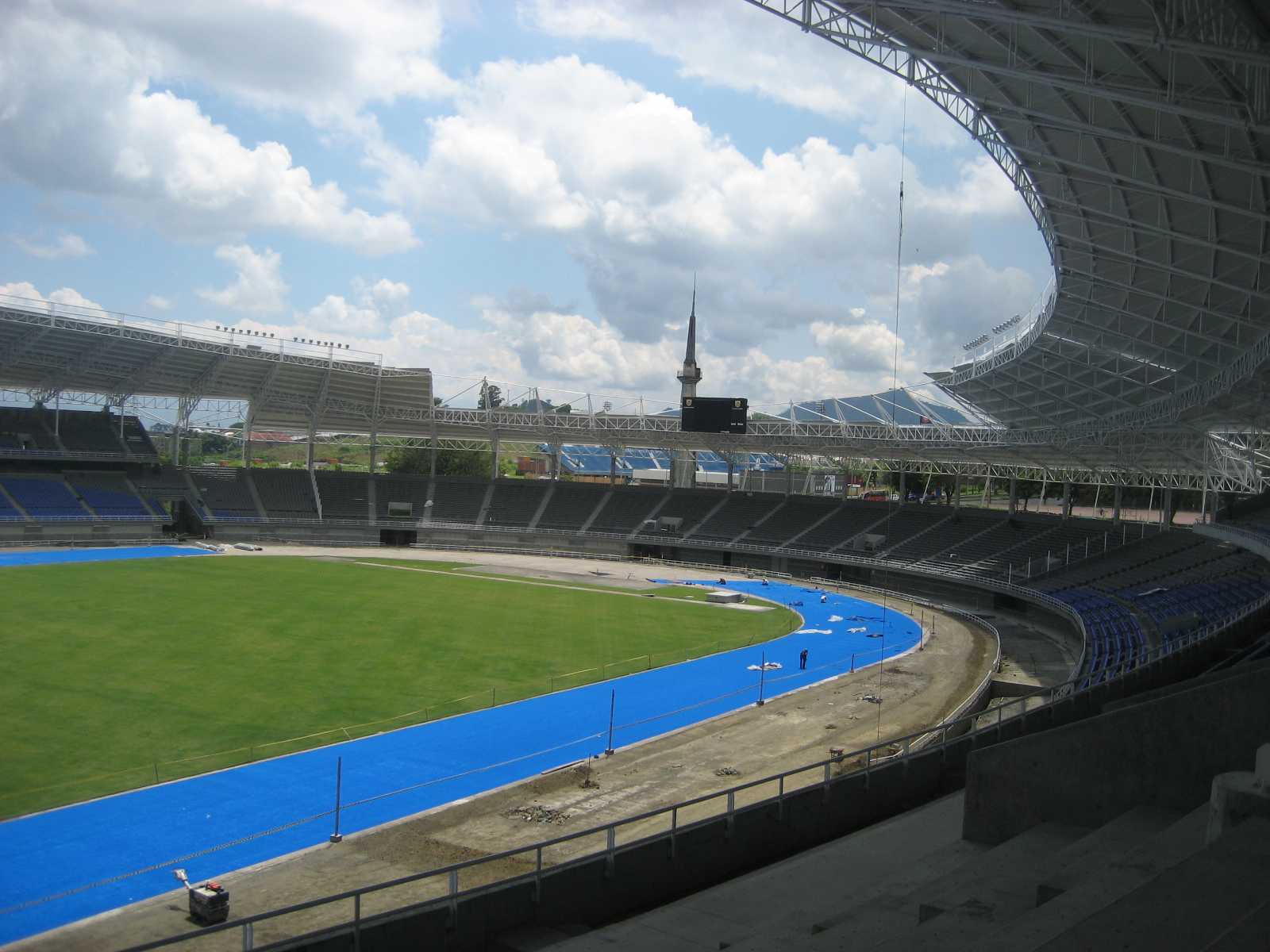
Estadio Hernán Ramirez Villegas de Pereira.
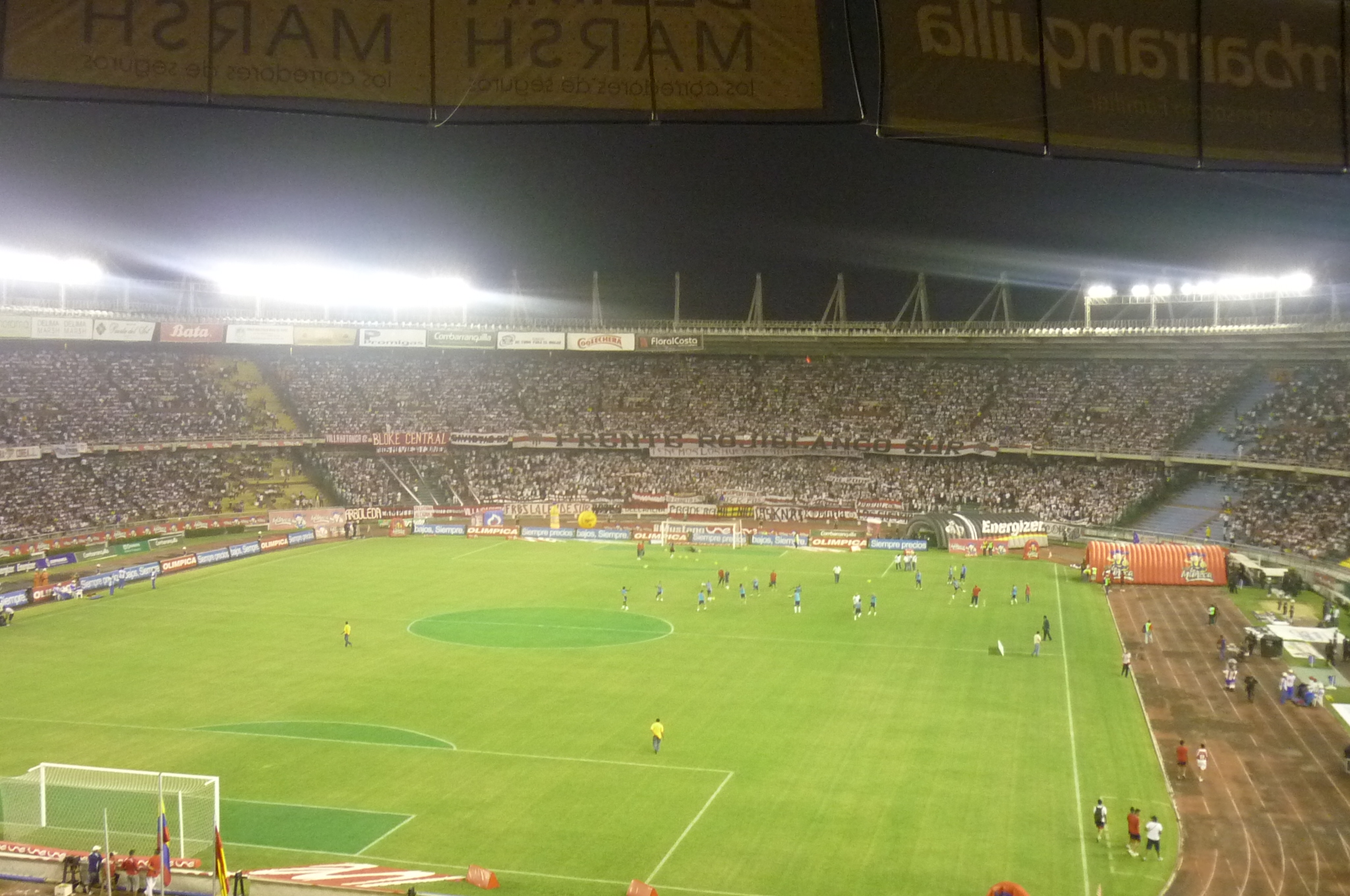
Estadio Metropolitano Roberto Meléndez de Barranquilla.

## Premios
- Aunque González Zuleta nunca presentó ninguna de sus obras al Premio Nacional de Ingeniería, otros ingenieros lo hicieron por el y es así que fue ganador en tres ocasiones del Premio Nacional de Ingeniería de Colombia. En 1967 por el diseño estructural del Muelle de Manaure, en 1947 por el Estadio de béisbol de Cartagena y en 1974 por el Coliseo Cubierto El Campín de Bogotá.
- 1968 el Premio Eternit, por la novedosa utilización de los tubos de asbesto Eternit como pilotes en la ampliación del estadio El Campín de Bogotá
- 1968 Miembro Honorario de la Sociedad Bolivariana de Arquitectos
- 1986 Doctor honoris causa de la Universidad Nacional de Colombia.
- 1989 Premio Trayectoria Profesional, otorgado por AICUN, Asociación de Ingenieros Civiles de la Universidad Nacional.
- 1991 se le otorga premio José Gómez Pinzón de la Sociedad Colombiana de Arquitectos, la Sociedad Colombiana de Ingenieros y la Cámara Colombiana de la Construcción.
Su magnífica obra inspiró la creación de un premio que lleva su nombre, otorgado anualmente “al Ingeniero o a la empresa de ingeniería que haya ejecutado los diseños, o la construcción de una o varias obras que muestren alto grado de excelencia en el diseño o construcción de estructuras, ya sean metálicas, de concreto reforzado, preesforzado o de materiales compuestos”. El premio Guillermo González Zuleta se otorga a ingenieros colombianos titulados. Dentro de los merecedores de esta importante distinción están: Ing. Luis Guillermo Aycardi y el Prof. Jorge Ignacio Segura Franco (2006)